# 肯尼亞綠鸚嘴魚
肯尼亞綠鸚嘴魚，為輻鰭魚綱鱸形目隆頭魚亞目鸚哥魚科的其中一種，分布於西印度洋區，從肯亞至南非海域，棲息深度1-15公尺，體長可達30公分，棲息在礁沙底質海域，以藻類為食，可做為食用魚及觀賞魚。